# Phare de Pedra Seca
Le  phare de Pedra Seca (en portugais : Farol da Pedra Seca)  est un phare situé dans la ville de Cabedelo, dans l'État du Paraíba, au Brésil.
Ce phare est la propriété de la Marine brésilienne et il est géré par le Centro de Sinalização Náutica e Reparos Almirante Moraes Rego (CAMR) au sein de la Direction de l'Hydrographie et de la Navigation (DHN).

## Histoire
Construit à partir de 1869, il fut le premier phare dans l'État de la Paraíba. Il a été mis en service le 7 septembre 1873
Il fut commandé par Zósimo Barroso, un ingénieur. La tour fait 15 m de haut. À l'époque, l'édifice indiquait l'entrée du rio Paraíba. Son nom lui vient du fait qu'il a été élevé au milieu de la mer, sur une pierre qui apparaît à marée basse. Il se trouve à 400 m du littoral.
Automatisé et alimenté grâce à des panneaux photovoltaïques, le phare émet, à une hauteur focale e 16 m au-dessus du niveau de la mer, trois éclats blancs toutes les 10 secondes. Sa portée lumineuse maximale est d'environ 30 km.
Identifiant : ARLHS : BRA165 ; BR1236 - Amirauté : G0188 - NGA : 110-17892.

## Caractéristique dufeu maritime
- Fréquence sur 10 secondes :
  - Lumière : 1 seconde
  - Obscurité : 1 seconde

|          |
| Le phare |